# Rudolf Hilsch
Rudolf Hilsch (Hamburgo, 18 de dezembro de 1903 – 29 de maio de 1972) foi um físico alemão.

## Publicações selecionadas
- Die Absorptionsspektra einiger Alkali-Halogenid-Phosphore mit Pb- und Ti-Zusatz. Springer, Berlin 1927. In: Zeitschrift f. Physik, 44 (Diss.).
- com R. W. Pohl: Über die Ausnutzung des latenten Bildes bei der photographischen Entwicklung. Weidmann, Berlin 1930
- com R. W. Pohl: Über das latente photographische Bild. Weidmann, Berlin 1930
- Die Reflexion langsamer Elektronen in Ionenkristallschichten zum Nachweis optischer Energiestufen. Weidmann, Berlin [1932]
- com R. W. Pohl: Eine neue Lichtabsorption in Alkalihalogenidkristallen. Weidmann, Berlin 1933
- com R. W. Pohl: Zur Photochemie der Alkalihalogenidkristalle. Weidmann, Berlin 1933
- Die Quantenausbeute bei der Bildung von Farbenzentren bei KBr-Kristallen. Vandenhoeck & Ruprecht, Göttingen 1935
- com R. W. Pohl: Zum photochemischen Elementarprozeß in Alkalihalogenidkristallen. Weidmann, Berlin 1934
- com R. W. Pohl: Die Quantenausbeute bei der Bildung von Farbenzentren bei KBr-Kristallen. Weidmann, Berlin 1935
- com R. W. Pohl: Über die Natur der U-Zentren in Alkalihalogenidkristallen. Vandenhoeck & Ruprecht, Göttingen 1936
- com R. W. Pohl: Zum lichtelektrischen Sekundärstrom. Vandenhoeck & Ruprecht, Göttingen 1937
- com Fred Fischer: Zur Struktur der Excitonenbanden von Alkalihalogeniden. Vandenhoeck & Ruprecht, Göttingen 1959
- com G.Bergmann: Kohärenzeffekte in Doppelschichten aus verschiedenen Supraleitern. Vandenhoeck & Ruprecht, Göttingen 1965
- Zum 80. Geburtstag von Robert Wichard Pohl am 10. August 1964. Springer, Berlin / Heidelberg; ISSN 0028-1042